# ジャン・シャコルナク
ジャン・シャコルナク（Jean Chacornac, 1823年6月21日、リヨン - 1873年9月23日、ヴィルールバンヌ）は、フランスの天文学者。
マルセイユ天文台でバンジャマン・バルツ（Benjamin Valz）の助手を務めたのち、パリ天文台に勤務した。小惑星、彗星、黒点の研究を行い、生涯で6個の小惑星を発見した。
月の晴れの海と夢の湖の境界付近に位置するシャコルナク・クレーターや、火星と木星の間の小惑星帯を周回する小惑星シャコルナクは、彼にちなんで名づけられた。。